# Copa Hopman de 2014
A Copa Hopman de 2014 foi a 26ª edição do torneio entre países do tênis em mistas, organizada pela Federação Internacional de Tênis.
Alizé Cornet e Jo-Wilfried Tsonga da França bateram os poloneses Agnieszka Radwańska e Grzegorz Panfil na final.

## Final

### França vs Polônia
| Polônia 1 | Perth Arena, Perth 4 de Janeiro de 2014, 17:30 duro (coberto) | Perth Arena, Perth 4 de Janeiro de 2014, 17:30 duro (coberto)           | França 2 |      |     |  |
| \| \| \| \| 1 \| 2 \| 3 \| \| \| - \| \| ----------------------------------------------------------------------- \| --- \| ---- \| --- \| \| \| 1 \| \| Grzegorz Panfil Jo-Wilfried Tsonga \| 3 6 \| 6 3 \| 3 6 \| \| \| 2 \| \| Agnieszka Radwańska Alizé Cornet \| 6 3 \| 67 9 \| 6 2 \| \| \| 3 \| \| Agnieszka Radwańska / Grzegorz Panfil Alizé Cornet / Jo-Wilfried Tsonga \| 0 6 \| 2 6 \| \| \| |                                                               |                                                                         |          |      |     |  |
| |                                                               |                                                                         | 1        | 2    | 3   |  |
| 1 | Polónia · França                                              | Grzegorz Panfil Jo-Wilfried Tsonga                                      | 3 6      | 6 3  | 3 6 |  |
| 2 | Polónia · França                                              | Agnieszka Radwańska Alizé Cornet                                        | 6 3      | 67 9 | 6 2 |  |
| 3 | Polónia · França                                              | Agnieszka Radwańska / Grzegorz Panfil Alizé Cornet / Jo-Wilfried Tsonga | 0 6      | 2 6  |     |  |